# Dolopus genitalis
Dolopus genitalis är en tvåvingeart som först beskrevs av Hardy 1920.  Dolopus genitalis ingår i släktet Dolopus och familjen rovflugor. Inga underarter finns listade i Catalogue of Life.